# Говань
Гован (також Говань, англ. Govan, шотл. Gouan, шотл. гел. Baile a' Ghobhainn) — округ, парафія та колишнє передмістя, сучасна південно-західна частина міста Глазго, Шотландії. Розташоване на відстані 4 км західніше центру Глазго на південному березі річки Клайд. Один з центрів суднобудування в Британській імперії. На верфях Fairfield Shipbuilding and Engineering Company свого часу випускалось багато кораблів та суден.

## Зміст
Дані радіовуглецевого датування при проведенні археологічних досліджень свідчать, що перші християнські поселення існували на території сучасної Говані з V століття, таким чином воно є найдавнішим поселенням регіону на півдні Шотландії. Селище Гован було відомо ще за часів бритського королівства Стратклайд, що існувало у построманський період з початку V століття та існувало до кінця XI століття.
Свою назву селище отримало від місцевого діалекту гельської мови, слово Гов, Гован, Говант (Gov, Govan, Govant) означало майстрів або ковалів, що виплавляли метал з руди.

## Кораблі та судна, побудовані в Говані
- PS Vanguard (1843)[1]
- HMS Northampton (1876)
- HMS Nelson (1876)
- HMS Curacoa (1878)
- SS Arizona (1879)[2]
- Ibis (1886)[1]
- Akasha (1886)[1]
- Livadia (1880)[2]
- Victoria (1886)[2]
- RMS Campania (1891)
- RMS Lucania (1893)
- HMS Cressy (1899)
- HMS Aboukir (1900)
- HMS Good Hope (1901)
- HMS Bedford (1901)
- SS Armadale Castle (1903)[2]
- RMS Port Kingston (1904) renamed RMS Tahiti
- HMS Cochrane (1905)[2]
- HMS Commonwealth (1905)[2]
- RMS Empress of Britain (1906)[2]
- RMS Empress of Ireland (1906)[2]
- SS Volturno (1906)
- HMS Indomitable (1907)[2]
- SS Balmoral Castle (1910)[2]
- HMS New Zealand (1911)
- HMAS Sydney (1912)
- RMS Empress of Russia (1913)[2]
- RMS Empress of Asia (1913)[2]
- SS Calgarian (1913)[2]
- HMS Valiant (1914)
- HMS Renown (1916)
- RMS Empress of Canada (1922)[2]
- SS Athenia (1922)
- Aorangi (1922)
- TSS Tuscania (1923)
- SS Letitia (1924)
- MV Speybank (1926)
- HMS Berwick (1926)
- HMS Norfolk (1928)
- RMS Empress of Japan (1930)
- HMS Delight (1932)
- HMS Woolwich (1934)
- HMS Liverpool (1937)
- HMS Phoebe (1937)
- HMS Howe (1940)
- HMS Bellona (1942)
- HMS Implacable (1942)
- HMS Theseus (1944)
- HMS Chichester
- HMS Blake (1945)
- SS Karanja (1948)
- TS Oxfordshire (1955)
- TS/SS Empress of Britain (1956)[1][3]
- TS Leecliffe Hall (1961)
- HMS Fife (1964)
- HMS Antrim (1967)
- USNS Harkness (1968)
- HMAS Jervis Bay (1969)
- Pacifique (1969)
- USNS Chauvenet (1970)
- Pacific Peace (1981)
- MV Selkirk Settler (1983)
- MV Saskatchewan Pioneer (1983)
- St. Lawrence Seaway (1983)
- Sir Charles Parsons (1985)
- MV Norsea (1986)
- MV Havis (1992)
- Sea Launch Commander (1996)
- RFA Wave Ruler (2003)[4]
- RFA Mounts Bay (2004)[5]
- HMS Daring (2006)
- HMS Dauntless (2007)
- HMS Diamond (2007)
- HMS Dragon (2008)
- RMS Yerdasda (2009)
- HMS Defender (2009).[6]
- HMS Duncan (2010)